# Zweirappenstück
| Zweirappenstück | Zweirappenstück |
| --------------- | --------------- |
| Zweirappenstück |                 |
| Daten           |                 |
| Legierung:      | Bronze          |
| Gewicht:        | 3,00 g          |
| Durchmesser:    | 20 mm           |
| Dicke:          | 1,4 mm          |
| Randprägung:    | glatt           |

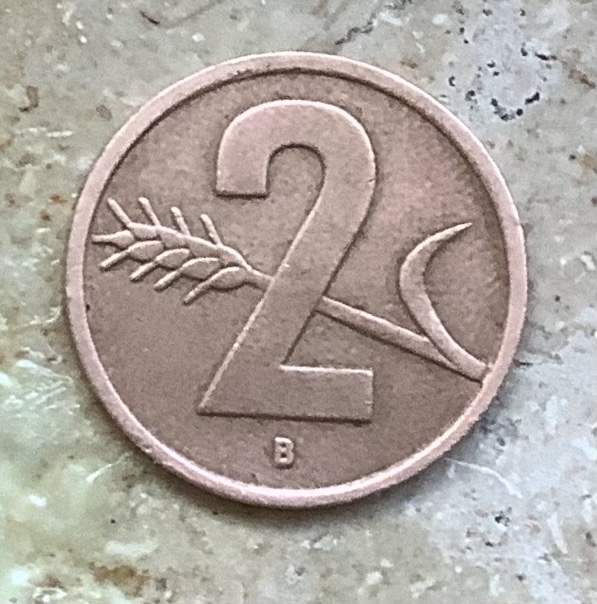
2-Räppler von 1953

Das Zweirappenstück, auch Zweiräppler genannt, gehörte bis zum 31. Dezember 1977 zur Schweizer Währung und hatte den Wert von 0.02 Schweizer Franken. Am 1. Januar 1978 wurde es ausser Kurs gesetzt, da auf Grund der Teuerung Preisunterschiede von weniger als 5 Rappen sehr selten wurden und, wo dennoch Bedarf war, das bis Ende 2006 kursfähige Einrappenstück eingesetzt werden konnte.
Das Zwei- und Einrappenstück haben dasselbe Motiv: auf der Rückseite ein Schweizerkreuz, auf der Vorderseite eine über eine Ähre gelegte Ziffer 2 (bzw. 1). Dieses Motiv existiert seit 1948. Vorher waren ein Schweizerwappen und ein Freiheitshut abgebildet. Aufgrund der rötlichen Farbe der Münzen (Bronzelegierung) sind der Ein- und Zweiräppler gut von den anderen Schweizer Münzen zu unterscheiden.
In den Jahren 1850 bis 1974 wurden etwa 72,756 Millionen Zweiräppler geprägt.
Wie das Einrappenstück entwickelte sich auch das Zweirappenstück zu einem Sammlerstück und Glücksbringer, wenn auch in deutlich geringerem Ausmass.
Unter Sammlern ist der Zweiräppler gefragt, da er seit 1974 nicht mehr geprägt wurde und nie in der gleichen Masse wie der Einräppler vorhanden war. Die Sammlerpreise (wie im Übrigen auch die reinen Rohstoffpreise) liegen daher deutlich über dem ehemaligen Nominalwert, wenn auch Preise von über einem Franken nur bei gesuchten Jahrgängen bezahlt werden.